# 蘇西尼山
蘇西尼山（英語：Mount Susini），是南極洲的山峰，位於南奧克尼群島的勞里島，處於麥肯齊半島西北端，海拔高度370米，在1957年由阿根廷探險隊命名，現時由南極條約體系管理。